# سیدآباد (زرندیه)
سیدآباد روستایی در دهستان خشک‌رود بخش مرکزی شهرستان زرندیه استان مرکزی ایران است.

## جمعیت
بر پایه سرشماری عمومی نفوس و مسکن در سال ۱۳۹۵ جمعیت این روستا ۱۴۷ نفر (۵۱خانوار) بوده‌است.